# The Sun
The Sun ist eine täglich erscheinende britische Boulevardzeitung. Ähnlich wie die Bild in Deutschland oder der Blick in der Schweiz zählt sie zu den einflussreichsten Blättern und ist eine der auflagenstärksten Zeitungen des Landes. Wie für eine Boulevardzeitung üblich, bestehen die Artikel zumeist aus prägnanten und durch Wortspiele geprägten Schlagzeilen, plakativen Fotos und Fotomontagen und reißerisch formulierten Texten, wofür die Sun teils heftig kritisiert wurde. Das Blatt ist für seine rechtskonservative, antieuropäische und zeitweise antideutsche Linie bekannt.
Herausgeber der Zeitung sind die News Group Newspapers der News International, ein Tochterunternehmen der News Corporation des Medienunternehmers Rupert Murdoch. Die Zeitung erscheint im kompakten Tabloid-Zeitungsformat (30 cm × 36,5 cm). The Sun erwirtschaftet schätzungsweise 100 Millionen Pfund jährlich. 2021 wurde der Bilanzwert mit Null angegeben.
Seit dem 26. Februar 2012 erscheint außerdem wöchentlich eine Sonntagsausgabe.

## Geschichte
1911 wurde der „Daily Herald“ als Gewerkschaftsblatt der Londoner Drucker veröffentlicht, ein Jahr später als sozialistische Tageszeitung vertrieben und 1922 vom Gewerkschaftsverband TUC (Trades Union Congress) übernommen. 1933 war der Daily Herald mit einer Auflage von 2 Millionen Exemplaren die am häufigsten verkaufte Tageszeitung der Welt. Nachdem die Auflage jedoch in der Nachkriegszeit zurückging, übernahm 1964 die Mirror Group of Newspapers den herausgebenden Verlag Odhams Press von TUC. Nach der Übernahme von Odham Press, George Newes und Amalgamated Press (später Fleetway Publications) änderte die Mirror Group of newspapers ihren Namen in International Publishing Corporation (IPC).
1964 wurde The Sun von IPC als Ersatz für den Daily Herald auf den Markt gebracht. Die Sun sollte nach Meinung von Marktforschern als Zeitung für die Arbeiterklasse, die kulturinteressiert und aufstrebend sei, eine neue Leserschaft bedienen. Das Motto der Zeitung lautete: „A paper born of the age we live in“ (englisch für „geboren in dem Zeitalter, in dem wir leben“). Diese Leserschaft existierte jedoch nicht und die Auflage halbierte sich innerhalb von fünf Jahren auf 850.000. Die neuen Besitzverhältnisse brachten keine Verbesserung der Auflage, auch da IPC kein Konkurrenzblatt zum erfolgreichen hauseigenen Daily Mirror auf den Markt bringen wollte, so dass die Zeitung 1969 für 800.000 Pfund Sterling an Rupert Murdoch weiterverkauft wurde. Murdoch änderte das Zeitungsformat (Tabloid) und führte die Zeitung erneut ein, diesmal als freches, kompromissloses Boulevardblatt (Sex, Sport, Sensationen). Als eigentliche Geburtsstunde der Sun in ihrer heutigen Form wird das Jahr 1969 angesehen. Die Zeitung wurde von da an wochentags auf den Druckerpressen der Sonntagszeitung News of the World gedruckt, die Murdoch ein Jahr zuvor erworben hatte.
Die Auflage stieg 1970 innerhalb eines Jahres um 40 % auf 2,1 Millionen Ausgaben, insbesondere seitdem das Foto des Page Three girls zum Jahrestag 1970 kein Glamour-Girl, sondern ein Pin-up-Girl zeigte. Das erste Pin-up-Girl auf der dritten Seite war 1970 die zwanzigjährige Britin Stephanie Marrian, die zu diesem Zeitpunkt noch nach ihrem indischen Vater Stefanie Khan hieß. Aufgrund der fehlerhaften Übertragung vonseiten eines Redakteurs wurde sie in der Ausgabe „Stephanie Rahn“ genannt, was verschiedentlich zu der Annahme geführt hat, sie sei Deutsche.  Samantha Fox präsentierte sich 1984 sechzehnjährig und ist bis heute das bekannteste „Page Three girl“. Die „Dritte Seite“ war ursprünglich keine Rubrik der Zeitung. 1978 übertraf die Auflage der Sun die ihres ehemaligen Schwesterblattes The Daily Mirror bei der International Publishing Corporation (IPC), nicht zuletzt durch eine aggressive Werbekampagne des Schauspielers Christopher Timothy auf der Fernsehstation ITV. Seit 1981 nutzt The Sun Bingo als Vermarktungsinstrument, um die Auflage weiter zu erhöhen.
Trotz der Arbeitsverhältnisse in den 1970er-Jahren, den sogenannten Spanish Practices (dt. etwa: sich eingebürgerte laxe und inoffizielle Arbeitsmethoden) der Verlagsgewerkschaften, war die Sun sehr profitabel, was Murdoch ab 1973 ermöglichte, in die Vereinigten Staaten zu expandieren. 1986 schloss Murdoch die Betriebsgebäude der Sun und News of the World in der Londoner Bouverie Street (einer Seitenstraße der Fleet Street), entließ etwa 5000 streikende Drucker und zog auf ein neues Betriebsgelände im Wapping Komplex, Teil des Londoner Stadtbezirks Tower Hamlets in den Docklands. In den neuen Produktionsstätten wurden die Zeitungen im Offsetdruck statt wie vorher mit Linotypen gedruckt, was für die große Anzahl von Entlassungen entscheidend war. Die beiden Zeitungen wurden kurze Zeit von einer Rumpfbelegschaft produziert. Der wirtschaftliche Erfolg der zwei Zeitungen ermöglichte es Murdoch, die British Sky Broadcasting Satellitenfernsehkanäle in Betrieb zu nehmen und ab 1993 einen Preiskampf (Räuberische Preissetzung) der seit 1981 hauseigenen The Times vor allem mit dem Konkurrenzblatt The Independent zu starten.
Am Wochenende vom 11. bis 12. Februar 2012 wurden fünf führende Redakteure der Sun wegen des Verdachts der Bestechung von Polizisten und Beamten festgenommen. Unter anderem betroffen sind der Bildredakteur, der Chef-Auslandskorrespondent und der Chefreporter des Blattes. Rupert Murdoch gab eine Garantieerklärung für das weitere Bestehen der Zeitung ab.
2014 fiel die Auflage erstmals seit 1971 unter die Marke von 2 Millionen. Im Jahr 2015 änderte das Blatt seine Internetstrategie radikal und beseitigte seine Paywall. Alle Inhalte sind seitdem kostenfrei zugänglich.

## Politische Position
Die anfangs loyal zur Labour Party stehende ehemalige Gewerkschaftszeitung gehört mit etwa vier Millionen Lesern täglich zu den einflussreichsten Zeitungen des Landes. In den 1970er Jahren fand die Zeitung die „skilled working class“ (Social grade C2, Facharbeiter und Arbeiter) als neue Zielgruppe und bediente diese mit populistischen und sensationslüsternen Artikeln.
Als die Labour-Regierung in den 1970er Jahren politische Schwächen offenbarte und an Popularität verlor, änderte die Zeitung ihre politische Haltung und sympathisierte mit den Konservativen. In den beiden britischen Unterhauswahlen des Jahres 1974 war die Einstellung des Blattes zur Labour Party „skeptisch“ (Roy Greenslade in Press Gang, 2003). Larry Lamb, Editorial Director der Sun und News of the Week war Labour zugeneigt, der Chefredakteur Anthony Shrimsley der Conservative Party, Murdoch entschied die Konservativen zu unterstützen.
Bei den Unterhauswahlen im Jahr 1979 bat die konservative Spitzenkandidatin der Opposition Margaret Thatcher die Sun um Unterstützung. Nach dem Sieg der Konservativen erhob Thatcher den damaligen Chefredakteur Larry Lamb in den Adelsstand.
Im Vorfeld der Unterhauswahlen 1992 warnte die Sun vor der Wahl des Labour-Kandidaten Neil Kinnock mit der Schlagzeile "if Kinnocks wins today will the last person to leave Britain please turn off the lights?" ("Wenn Kinnock heute gewinnt, macht der letzte, der Großbritannien verlässt, bitte das Licht aus!"). Die Zeitung bildete Neil Kinnocks Kopf in einer leuchtenden Glühbirne ab. Nachdem der konservative Kandidat John Major die Wahl gegen Kinnock gewann, prahlte die Zeitung mit der Schlagzeile "It’s The Sun wot won it." ("Es war die Sun, die die Wahl gewann” (wot: eine Slang-Form von what)).
1997 unterstützte die Sun überraschend Tony Blair und New Labour (siehe Labour Party) bei den Wahlen ("The Sun backs Blair!"). Auch 2001 und 2005 sprach sich die Zeitung pro Blair aus. 
In Folge rückte die Sun wieder deutlich in den rechts-konservativen Bereich des politischen Spektrums und bezog eine klar ablehnende Haltung gegenüber der EU.
Im Frühjahr 2016 führte das Reuters Institute for the Study of Journalism an der University of Oxford eine Studie durch, in welcher die Positionierungen der wichtigsten britischen Tageszeitung zum bevorstehenden Brexit-Referendum untersucht wurden. Die Studie gelangte zu dem Ergebnis, dass die Sun hinter der Daily Mail, dem Daily Express und dem Daily Star die meisten "pro-Leave" Artikel veröffentlicht hatte. Zudem behauptete das Blatt, Königin Elisabeth II. würde den Brexit unterstützen, was von Seiten des Königshauses dementiert wurde. Nachdem die "pro-Leave" Kampagne das Referendum im Juni 2016 knapp gewann, feierte die Zeitung den Erfolg mit der Schlagzeile "See EU later!" ("See you later!" steht im Englischen für "bis bald!", wobei das you in diesem Falle durch das phonetisch ähnliche "EU" ersetzt wurde).
Am 29. März 2017 übermittelte die damalige Premierministerin Theresa May das Austrittsgesuch an die EU, woraufhin die Sun die oben genannte Schlagzeilen "See EU later!" und zusätzlich "Dover and Out!" (eine Anspielung auf den Funkspruch "Over and Out!") auf die Kreidefelsen nahe der südenglischen Hafenstadt Dover projizierte.
Auf einem Titelblatt Anfang Juni 2017 rief die Zeitung mit der Schlagzeile "Don't chuck Britain in the Cor-Bin!" (sinngemäß nach Wortspiel: "Werft Großbritannien nicht in die Corbyn-Mülltonne!") auf, bei der bevorstehenden Wahl nicht die Labour-Partei und deren Vorsitzenden, Jeremy Corbyn, zu wählen. Corbyn wurde dabei unter anderem als "Terroristenfreund" ("terrorists' friend"), "extremistischer Marxist" ("Marxist extremist") und Jobzerstörer ("destroyer of jobs") bezeichnet.
Zusätzlich fiel die Sun in den Jahren seit dem Referendum durch scharfe, teils beleidigende Angriffe gegen die EU sowie bedeutende europäische Politiker und gegen sogenannte Remainer, britische Bürger und Politiker, die einen Austritt aus der EU ablehnen, auf. So sprach beispielsweise ein Artikel im September 2018 von "EU dirty rats" ("dreckige EU-Ratten") und von "mobsters" ("Banditen"), wobei der französische Präsident Emmanuel Macron und Donald Tusk, Präsident des europäischen Rates, im Stile von Mafia-Paten mit Sturmgewehren in den Händen dargestellt wurden. Ein anderer Artikel bezeichnete Remainer als "rancid" ("ranzig") und insinuierte, diese würden lügen ("Remainers’ lies").
Im Juli 2024 verurteilte ein britisches Gericht fünf Klimaschutzaktivisten von Just Stop Oil für die Planung einer Autobahnblockade zu Haftstrafen von je vier und fünf Jahren, was das „womöglich das bislang höchste [Strafmaß] für gewaltfreie Protestaktionen im Vereinigten Königreich“ darstellt. Das entsprechende Beweismaterial in Form eines Videokonferenzmitschnitts war zuvor durch Mitarbeiter der Sun an Behörden weitergegeben worden.
Kritiker des Blattes bemängeln die Tendenz der Zeitung, die konservativen politischen Ansichten Rupert Murdochs zu reflektieren.

## Weitere berüchtigte Schlagzeilen und Berichte
- „Gotcha“ (4. Mai 1982)

Die bis heute berühmteste Schlagzeile der Sun lautete „Gotcha“ (englisch für Erwischt), als während des Falklandkrieges 1982 der argentinische Kreuzer General Belgrano versenkt wurde (323 Tote). Der Redakteur Kelvin MacKenzie, der die Schlagzeile drucken ließ, änderte sie zwar kurzfristig zu „DID 1,200 ARGIES DROWN?“, dennoch erreichte die Ausgabe einige Leser. Die Schlagzeile wurde von anderen Zeitungen aufgegriffen, um den Blutdurst der Sun zu zeigen.
- „Freddie Starr Ate My Hamster“ (13. März 1986)

Freddie Starr war ein sehr populärer Komiker in Großbritannien. Die Schlagzeile „Freddie Star hat meinen Hamster gegessen“ wurde im Artikel als Behauptung einer jungen Frau relativiert. Der Satz ist heute in Großbritannien ein geflügeltes Wort, um etwas Unwahrscheinliches auszudrücken.
- „Up Yours, Delors“ (1. November 1990)

Premierministerin Thatcher hielt 1990 vor dem britischen Unterhaus eine aggressive Rede gegen den ECU und den Versuch der Europäischen Kommission, Großbritannien durch die „Hintertür in die EWU (Europäische Währungsunion)“ zu führen. In Anlehnung an die Rede wurde dem EG-Kommissionspräsidenten Jacques Delors von der Sun „der Finger“ gezeigt. Einen Tag nach dem Artikel trat der Außenminister Großbritanniens, Sir Geoffrey Howe, zurück. Etwa 14 Tage später hielt Howe seine berühmte Rede zur Europapolitik Thatchers, die allgemein als der Anfang des Untergangs der Regierung Thatcher angesehen wird.
- „Our Boys“

Die Unterstützung der kämpfenden britischen Armee, bezeichnet als Our Boys (englisch für Unsere Jungs), ist unmissverständlich. Die Zeitung unterstützte in vollem Umfang den Irak-Krieg.
- „The Truth“, „Some fans picked pockets of victims“; „Some fans urinated on the brave cops“; „Some fans beat up PC giving kiss of life“ (19. April 1989)

Die Sun wurde für ihre Berichterstattung über die Hillsborough-Katastrophe (96 Tote, 730 Verletzte) im Sheffielder Fußballstadion 1989, in der sie Fans des FC Liverpool vorverurteilt hatte (z. B. Taschendiebstahl bei den Opfern, Urinieren auf Polizisten und Leichen) öffentlich kritisiert. Mehrere andere Zeitungen brachten die gleichen Vorwürfe, die jedoch auch auf falschen Aussagen eines einzelnen Polizisten beruhten. Im Gegensatz zu den anderen Zeitungen verdiente sich die Sun besondere Schmach für die übergroße Schlagzeile „The Truth“ (englisch für die Wahrheit). Die Zeitung wird deswegen bis heute in Liverpool und Umgebung boykottiert. Erst am 7. Juli 2004, 15 Jahre nach der Katastrophe, druckte die Sun eine von Vielen als eigennützig bezeichnete ganzseitige „Entschuldigung“. Die Entschuldigung kam auch zustande, da der für den Liverpooler Verein FC Everton spielende und gebürtige Liverpooler Wayne Rooney seine Biographie an die Sun verkauft hatte, die Zeitung aber kritisierte. Der Versuch der Sun, mit der Biographie Rooneys in Liverpool Boden gutzumachen, scheiterte, und Rooney wurde schließlich von der Sun als Bordellgänger bloßgestellt.
- „Are we being run by a gay mafia?“ (9. November 1989)

Kontrovers wird auch der vermeintliche Heterosexismus des Blattes gesehen. Dieser begann, als in den 1980ern die Greater London Council (Vorgängerin der Greater London Authority) unter der Leitung von Ken Livingstone damit anfing, Homosexuellenorganisationen mit geringen Beträgen finanziell zu unterstützen. Einige Tage nachdem der Labourabgeordnete Peter Mandelson von Mattew Paris, einem homosexuellen Politiker und Journalisten, in der Fernsehsendung Newsnight im Oktober 1989 als homosexuell geoutet wurde, fragte die Zeitung, ob Großbritannien von einer „Gay Mafia“ (englisch für Schwulen-Mafia) regiert werde. Eine Auflistung von homosexuellen Abgeordneten wurde am nächsten Tag aufgrund der hohen öffentlichen Aufmerksamkeit von der Zeitung revidiert. So waren beispielsweise Chris Smith, Nick Brown und Mandelson in keiner Weise liiert.
- „Queen Seeks Damages From Paper Over a Speech“ (3. Februar 1993)

Königin Elisabeth II. verklagte die englische Boulevardzeitung The Sun auf Schadensersatz für den verfrühten Druck ihrer Weihnachtsrede. Die britische Krone akzeptierte das Entgegenkommen der Boulevardzeitung auf Zahlung von 284.000 Pfund an Hilfsbedürftige und sozial schwache Menschen. Damit einigten sich beide Parteien auf eine außergerichtliche Klärung des Streites.
- „Is THIS the most dangerous man in EUROPE?“ (25. November 1998)

Der ehemalige deutsche Finanzminister Oskar Lafontaine wurde im Zuge einer Kampagne gegen die europäische Einheitswährung als „gefährlichster Mann Europas“ hinterfragt. Im Artikel war zu lesen, Lafontaine sei die größte Gefährdung des British way of life seit 1945.
- „Le worm“ (20. Februar 2003)

Ausländische Staatsoberhäupter werden oft in ungeschminkter Manier mit Ausdrücken betitelt. Jacques Chirac, der Präsident Frankreichs, etwa wurde im Vorfeld des Irakkriegs für seine ablehnende Haltung gegenüber einer Invasion mit dem Begriff „le Worm“ (englisch für der Wurm) verspottet. In einem Editorial am nächsten Tag hieß es weiter: „The French President is an unscrupulous, conniving, preening, lying, cheating hypocrite“ (englisch für Der französische Präsident ist ein skrupelloser, intriganter, herausgeputzter, lügender und betrügender Heuchler). In Paris wurde eine kostenlose französische Spezialausgabe verteilt mit der Schlagzeile „Chirac est un ver“ (französisch für Chirac ist ein Wurm).
- „From Hitler Youth to Papa Ratzi“ (20. April 2005)

Zur Wahl des 78-jährigen deutschen Kardinals Joseph Ratzinger zum Papst Benedikt XVI. 2005 titelte The Sun „Von der Hitler-Jugend zum Papa Ratzi“. 1945 zum Ende des Zweiten Weltkrieges war Benedikt XVI. 18 Jahre alt.
- „Tyrant’s in his Pants“ (20. Mai 2005)

Die Sun sowie die auch zu Rupert Murdochs News Corp. gehörende New York Post bildete auf der Titelseite ein etwa ein Jahr altes Foto ab, das den seit Dezember 2003 inhaftierten Saddam Hussein nur mit einer weißen Unterhose bekleidet zeigt (weitere Fotos im Artikel). Die nach der dritten Genfer Konvention garantierte Würde von Kriegsgefangenen wurde dadurch verletzt. Die Quelle der Fotos sei laut Sun im US-Militär zu suchen, die Fotos seien ein Versuch, Saddam Hussein zu demystifizieren.
- „One down … three to go“ (23. Juli 2005)

Zur Erschießung des 27-jährigen Brasilianers Jean Charles de Menezes, den Polizisten irrtümlich für einen Selbstmordattentäter hielten.
- „I’m Big in the Bumdestag“ (Bum, dt. Po) (17. April 2006)

Die amtierende deutsche Bundeskanzlerin Angela Merkel wurde im Osterurlaub auf der italienischen Insel Ischia beim Umkleiden von einem Paparazzo fotografiert. Die Sun druckte ein Foto mit dem entblößten Gesäß der Kanzlerin. Im Artikel lobte die Zeitung die deutsche Wirtschaft und bestätigte ihr eine „much improved bottom line“ (englisch für wesentlich verbesserte Gewinne – die unterste Zeile der Gewinn- und Verlustrechnung. "Bottom" bezeichnet auch das Gesäß eines Menschen). Die Sun beschrieb Merkel als „the cheeky chancellor“ (englisch für die vorwitzige Kanzlerin, wobei mit "cheeks" auch die Pobacken bezeichnet werden) und „the Iron Frau“ (englisch für die eiserne Frau). Die Kanzlerin verzichtete auf eine Anzeige, um dem Artikel nicht noch weitere Aufmerksamkeit zu verschaffen (vergl. Streisand-Effekt).
- „School Wars“

Nach dem Amoklauf von Erfurt im April 2002 wurde von der britischen Zeitung The Sun berichtet, der Attentäter Robert Steinhäuser sei durch einen Slipknot-Song namens School Wars zu seinem Amoklauf inspiriert worden. Eine vermeintlich daraus zitierte Textzeile des Songs lautete „Shoot your naughty teachers with a pump gun“ (englisch für Knall deinen frechen Lehrer mit einer Pump Gun ab). Ein solcher Song der Band existiert jedoch nicht.

## Chefredakteure
- Sidney Jacobsen (1964–1965) (vor dem Namenswechsel des Daily Herald)
- Dick Dinsdale (1965–1969)
- Larry Lamb (1969–1972) (Lamb war Chefredakteur der 'Sun' und der News of the Week)
- Anthony Shrimsley (1972–1975)
- Larry Lamb (1975–1980) (Lamb musste sich ein halbes Jahr beurlauben lassen (Sabbatical) bevor er von Murdoch entlassen wurde)
- Kelvin MacKenzie (1981–1994)
- Stuart Higgins (1994–1998)
- David Yelland (1998–2003)
- Rebekah Wade (2003–2009)
- Dominic Mohan (2009–2013)
- David Dinsmore (2013–)

Eine frühere Chefredakteurin und erste Frau in dieser Stellung war Rebekah Wade. Am 3. November 2005 wurde Wade für 8 Stunden wegen Körperverletzung an ihrem Ehemann, dem britischen Schauspieler Ross Kemp, verhaftet und ohne Anklage wieder freigelassen. In den vorausgegangenen Wochen hatte die Zeitung eine Kampagne gegen häusliche Gewalt geführt.